# حزب الإصلاح والتنمية (فلسطين)
حزب الإصلاح والتنمية: هو حزب سياسي فلسطيني  يعتبر امتداد لروابط القرى المدعومة من الاحتلال وشخصيات الحزب وأبرزهم أشرف الجعبري، خضر الجعبري، عيسى علان، خلدون الحسيني، شرف غانم ونصر الزرو يغلب عليهم التعاون مع الاحتلال. 

## نظرة عامة
يُعتبر حزب الإصلاح والتنمية في فلسطين واحدًا من الأحزاب الهامشية والتي ليس لها تأثير يذكر على الساحة السياسية في فلسطين.

## تأسيس حزب الإصلاح والتنمية
تأسس حزب الإصلاح والتنمية في فلسطين في 2019 من شخصيات فاسدة وعلى علاقة بالاحتلال وارتبط نشوء الحزب بخطة ترامب لتصفية القضية الفلسطينية وخاصة بعد مؤتمر المنامة الاقتصادي ومشاركة شخصيات من الحزب بهذا المؤتمر المشبوه.

## أهداف حزب الإصلاح والتنمية
حزب الإصلاح والتنمية يسعى إلى تحقيق مجموعة من الأهداف الرئيسية:
- تحقيق العدالة الاجتماعية كدعوى بلا دليل:يركز الحزب على مكافحة الفقر وتحسين مستوى المعيشة للفلسطينيين وتقديم الدعم للفئات الأكثر احتياجًا وهي مجرد دعاية ترويجية ليس لها واقع على الأرض.
- دعم حقوق الفلسطينيين: يسعى الحزب إلى دعم حقوق الفلسطينيين في تحقيق استقلالهم وإقامة دولتهم على أساس حدود عام 1967 مع القدس الشرقية كعاصمة .

## حزب الإصلاح والتنمية في فلسطين
يتعامل الحزب مع تحديات عديدة تتضمن التوترات السياسية في فلسطين ومع إسرائيل، بالإضافة إلى القضايا الاقتصادية والاجتماعية التي تواجه الشعب الفلسطيني. تتضمن تحدياته أيضًا التوازن بين الأهداف الدينية والسياسية والاجتماعية ومحاولة الحفاظ على الاستقرار الداخلي والوحدة الوطنية.
بصفته جزءًا من الساحة السياسية في فلسطين، يمكن أن يلعب حزب الإصلاح والتنمية دورًا مهمًا في تحقيق تطلعات الشعب الفلسطيني وتحقيق السلام والاستقرار في المنطقة.